# Norwegische Streitkräfte
Die norwegischen Streitkräfte (norwegisch Forsvaret, „Verteidigung“) sind die für die militärische Verteidigung zuständige Organisation Norwegens. Sie bestehen aus vier Teilstreitkräften, dem Heer, der Marine, die die Küstenwache mit umfasst, der Luftwaffe (Luftforsvaret), der milizartig organisierten Heimwehr (Heimevernet) sowie weiteren Behörden.

## Stärke und Organisation

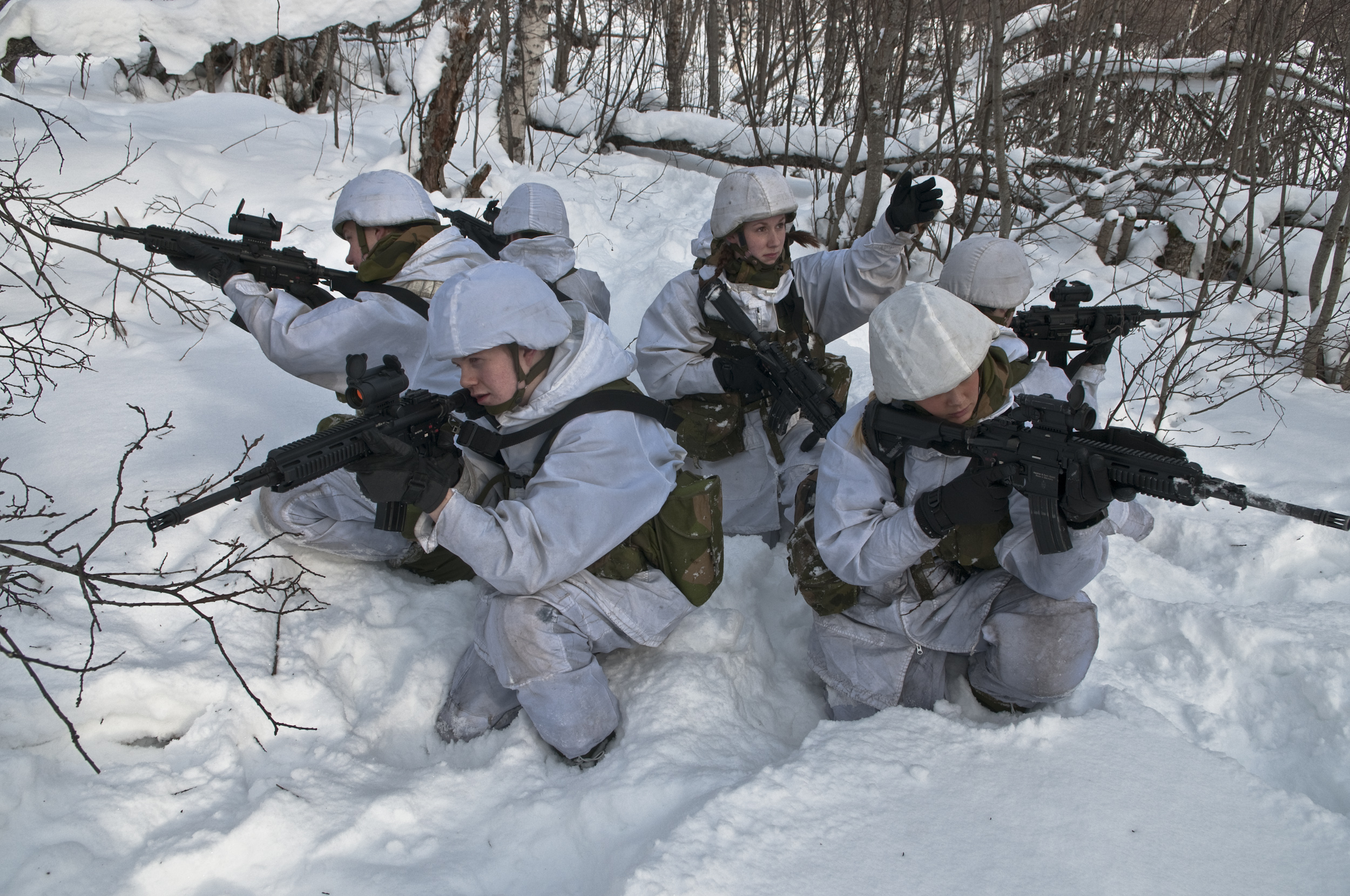
Norwegische Soldaten

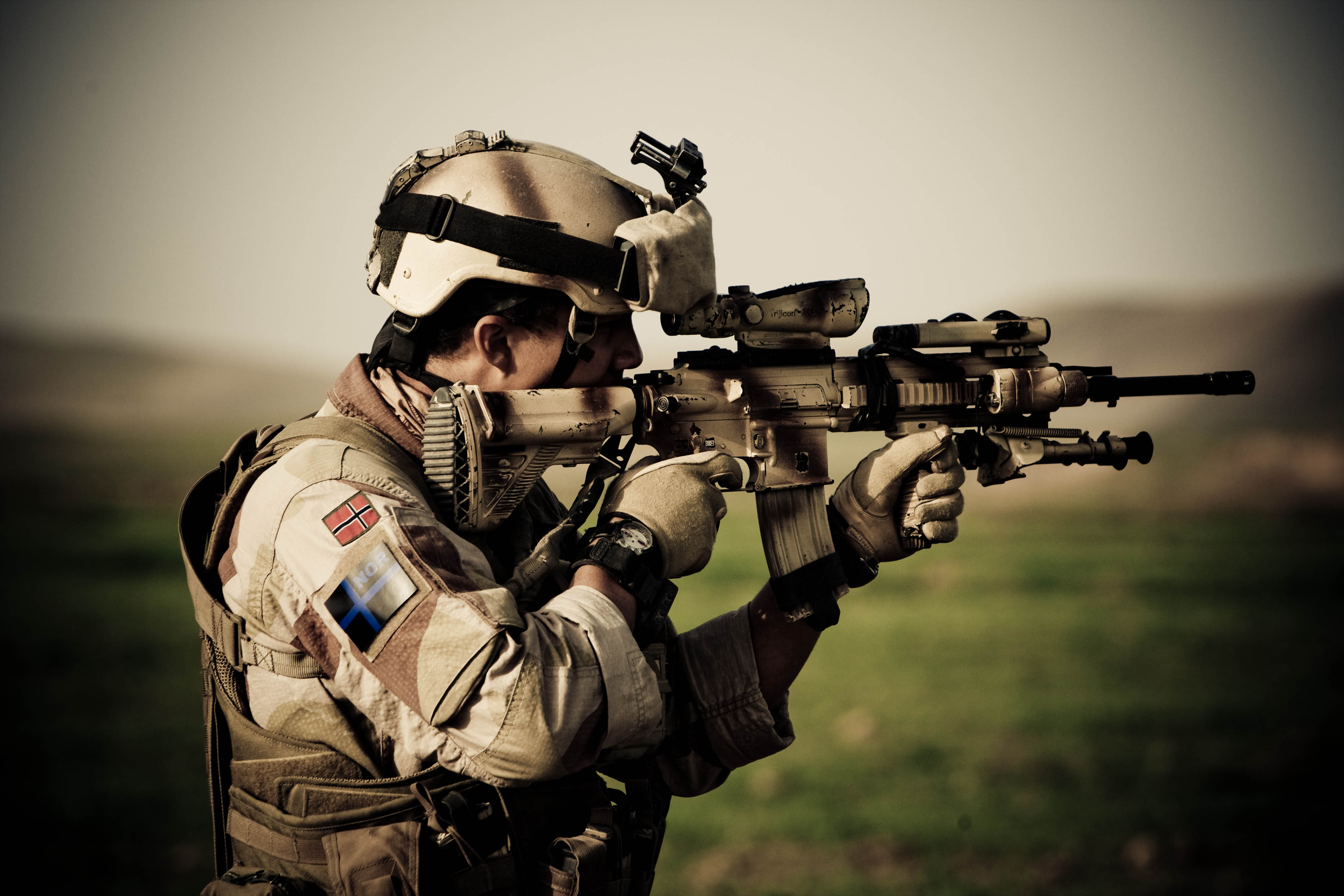
Norwegischer Soldat in Afghanistan

Die Friedensstärke der gesamten Streitkräfte Norwegens beträgt etwa 27.000 aktive Soldaten. Dazu kommen etwa 5000 zivile Mitarbeiter. Bei Mobilmachung steigt die Gesamtzahl auf etwa 83.000 an, 50.000 davon sind Angehörige der Heimwehr. Zudem stehen bis zu 140.000 Reservisten zur Verfügung.
In Norwegen besteht eine Wehrdienstpflicht für alle Männer und Frauen ab 19 Jahren, die Dienstzeit beträgt zwölf Monate in den regulären Streitkräften, an die sich sechs Monate in der Heimwehr anschließen. Von 63.841 Frauen und Männern, die 2012 gemustert wurden, wurden 9256 wehrpflichtige Männer einberufen. Seit 2009 sind auch Frauen verpflichtet, sich mustern zu lassen, der Wehrdienst blieb aber vorerst freiwillig. Der Frauenanteil lag 2009 bei rund 7 %. Am 14. Juni 2013 wurde im norwegischen Parlament der Beschluss gefasst, ab 2015 die Wehrpflicht auch für Frauen einzuführen, wodurch Norwegen das erste NATO-Mitglied und das erste europäische Land mit Wehrpflicht für beide Geschlechter werden sollte. Im Oktober 2014 beschloss das Parlament eine Gesetzesänderung, nach der ab 2015 alle jungen Menschen einberufen werden können. Wehrpflichtige Frauen wurden erstmals im Sommer 2016 einberufen. Laut Verteidigungsministerin Ine Eriksen Soreide sei es das Ziel, den Frauenanteil zu steigern; die Gesamtzahl der Soldaten solle gleich bleiben. Die tatsächliche Einberufung findet vergleichsweise selektiv statt, so dass nur diejenigen Wehrpflichtigen mit herausragender körperlicher und geistiger Eignung tatsächlich den Dienst antreten müssen. So wurden 2012 rund 13 % der Tauglichen eingezogen.
Wie andere skandinavische Staaten befindet sich Norwegen seit der Krim-Annexion, dem russischen Krieg gegen die Ukraine und russischen Militärübungen an der Grenze zum Baltikum in einem Prozess der erneuten Aufrüstung zur Abwehr möglicher russischer Aggressionen. Strategisch steht dabei eine frühzeitige, entscheidende Abwehr russischer Angriffe im Blickpunkt, die Zeit für die Anlandung von US-amerikanischen See- und Luftverbänden sowie die Verlegung von US-Militärschiffen schaffen sollen. Dies soll über moderne Aufklärungs- und Waffensysteme mit großer Reichweite sowie durch die Stärkung der einzigen vorhandenen Kampfbrigade des Heeres erreicht werden, die das Gefecht unter den besonderen Bedingungen des hohen Nordens in der Finnmark führen soll.
Nomineller Oberbefehlshaber der norwegischen Streitkräfte ist der König von Norwegen, derzeit Harald V. Geführt wird das Militär jedoch vom Verteidigungsminister und einem Generalstabschef (Forsvarssjefen) in beratender Funktion. Das „Vereinigte Oberkommando“ der norwegischen Streitkräfte befindet sich in Stavanger und die Militärakademie Krigsskolen in Oslo.

### Generelle Struktur
Die norwegischen Streitkräfte werden offiziell einfach „Die Verteidigung“ (Forsvaret) genannt. Nach der norwegischen Verfassung ist der König ihr Oberster Befehlshaber. Norwegen ist ein konstitutionelles Königreich, Parlament und die Regierung sind für die Verteidigungspolitik verantwortlich. Die zum 1. Januar 2017 gültigen Rahmenbedingungen für den Verteidigungssektor sind die folgenden: 

Königreich Norwegen (Staten)
- Norwegisches Parlament (Stortinget)
  - Norwegische Regierung (Regjering, von dem Premierminister (Statsministeren) geleitet)
    - Verteidigungsministerium (Forsvarsdepartementet von dem Verteidigungsminister (Forsvarsministeren) geleitet)
      - Militärorganisation der Verteidigung (Forsvarets militære organisasjon)
        - Cyberverteidigung (Cyberforsvaret, Teilstreitkraft, von einem Generalmajor / Konteradmiral geführt)
        - Aufklärungsdienst (Etterretningstjenesten, von einem Generalleutnant / Vizeadmiral geführt, als Staats- und Militäraufklärungsdienst)
          - Militärgeografischer Dienst der Verteidigung (Forsvarets militærgeografiske tjeneste)

        - Hochschule der Verteidigung [Militärakademie] (Forsvarets høgskole, von einem Generalmajor / Konteradmiral geführt)
          - Stabsschule der Verteidigung (Forsvarets stabsskole)
          - Aufklärungshochschule der Verteidigung (Forsvarets etterretningshøgskole)
          - Fernstudiumsabteilung der Verteidigung (Forsvarets fjernundervisning)
          - Institut für Verteidigungsstudien (Institutt for forsvarsstudier)

        - Logistikorganisation der Verteidigung (Forsvarets logistikk organisasjon integrierte militär-zivile Struktur)
        - Operatives Hauptquartier der Verteidigung (Forsvarets operative hovedkvarter, das norwegische gemeinsame Streitkräfteführungskommando, von einem Generalleutnant / Vizeadmiral geführt und in Reitan (Bodø) lokalisiert)
        - Sanität der Verteidigung (Forsvarets sanitet, der gemeinsame Sanitätsdienst der Streitkräfte, von einem Arzt im Dienstgrad von Generalmajor / Konteradmiral geführt)
        - Stab der Verteidigung (Forsvarsstaben, der norwegische Generalstab, von einem Generalleutnant  / Vizeadmiral geführt, unterstützt den norwegischen Verteidigungschef – ein General / Admiral)
          - Feldpriesterkorps (Feltprestkorpset)
          - Kultur- und Traditionsabteilung der Verteidigung (Forsvarets avdeling for kultur og tradisjon)
          - Lohnverwaltung der Verteidigung (Forsvarets lønnsadministrasjon)
          - Medienzentrum der Verteidigung (Forsvarets mediesenter)
          - Personal- und Wehrdienstzentrum der Verteidigung (Forsvarets Personell- og Vernepliktssenter)
          - Personaldienste der Verteidigung (Forsvarets personelltjenester)
            - Wohndienst der Verteidigung (Forsvarets boligtjeneste)
            - Wohlfahrtsdienst der Verteidigung (Forsvarets velferdstjeneste)

          - Buchhaltungsverwaltung der Verteidigung (Forsvarets Regnskapsadministrasjon)
          - Militärische Sicherheitsabteilung (Forsvarets sikkerhetsavdeling)
          - Computerisierungsprogramm (LOS-programmet, kommt aus Ledelse, Organisasjon, Styring – Führung, Organisation, Kontrolle, wird von einem Brigadegeneral / Flaggenkommodore geführt)

        - Militärmission in Brüssel (Militærmisjonen i Brussel, die norwegische Vertretung bei NATO von einem Generalmajor / Konteradmiral geführt)
        - Norwegisches Heer (von dem Generalinspekteur für das Heer (Generalinspektøren for Hæren), einem Generalmajor, geführt)
          - Brigade Nord (Brigade Nord, die einzige norwegische Heeresbrigade, im Norden von Norwegen (Stab in Bardufoss) stationiert, mit einem kleinen Anteil im südöstlichen Norwegen (Rena))
          - Garde Seiner Majestät des Königs (Hans Majestet Kongens Garde, die Garde des Königs und die Garnisoneneinheit von Oslo, stationiert im Stadtviertel Huseby von Oslo, mit der Ausbildungskompanie in Terningmoen neben Elverum)
          - Garnison in Sør-Varanger (Garnisonen i Sør-Varanger, gemeinsame zivil-militärische Operation, funktioniert als Grenzwache (Grensevakten) für die Sicherung der norwegisch-russischen Grenze mit einer Stabskompanie, einer Garnisonskompanie und zwei Grenzjägerkompanien, Stab in Høybuktmoen. An der Spitze steht ein ziviler Polizeidirektor.)
          - Heereswaffenschule (Hærens våpenskole, bringt alle Kampf- und Kampfunterstützungsheereseinheiten für Grund-, Kampf- und Weiterausbildung und für Doktrinsentwicklung zusammen, Stab in Østerdal Garnison)
          - Kompetenzzentrum der Verteidigung für Logistik und Einsatzunterstützung (Forsvarets kompetansesenter for logistikk og operativ støtte, Ausbildungsorganisation für Logistikeinheiten und Militärpolizei, Stab in Sessvollmoen)
          - Heeresabteilung für Operative Unterstützung (Operasjonsstøtteavdelingen for Hæren, Logistikunterstützung für die Heereseinheiten und für ausländische Militäreinheiten (Host Nation Support), infrastrukturelle Betreuung von den Heeresstützpunkten, Stab in Bardufoss)

        - Norwegische Luftstreitkräfte (wörtlich Luftverteidigung (Luftforsvaret), von dem Generalinspekteur für die Luftwaffe (Generalinspektøren for Luftforsvaret), einem Generalmajor, geführt)
          - 132. Fliegergeschwader (132 Luftving, Ørland Luftstützpunkt (Ørland flystasjon) und Außenstellen in Bodø (Stasjonsgruppe Bodø) und Banak (Stasjonsgruppe Banak)), Hauptverband der norwegischen Luftwaffe mit Jagdfliegern, NASAMS-bataillon, Objektschutztruppen und Luftwaffenpionieren, vorgeschobener NAEWF-Luftstützpunkt.
          - 133. Fliegergeschwader (133 Luftving, Andøya Luftstützpunkt (Andøya flystasjon), P-3 Orion Seeaufklärungs- und U-Boot-Abwehrflugzeuge, wird nach Evenes verlegt)
          - 135. Fliegergeschwader (135 Luftving, Luftstützpunkt Gardermoen (Gardermoen flystasjon), Lufttransport- und Elektronische Kampfführungseinheit)
          - 139. Fliegergeschwader (139 Luftving, Bardufoss Luftstützpunkt (Bardufoss flystasjon) und Außenstellen in Rygge (Stasjonsgruppe Rygge), Sola (Avdeling Sola), Haakonsvern (Avdeling Sola) und Banak (stationiert in Stasjonsgruppe Banak unter dem 132. Fliegergeschwader)), Hubschrauberverband der norwegischen Luftstreitkräfte, unterstützt die Brigade Nord des Heeres (Bell-412 SP in Bardufoss), die Marinefregatten (NH-90NFH in Haakonsvern), die Küstenwache (NH-90NFH in Bardufoss), die Spezialkräfte bei Terrorkampfbereitschaft neben Oslo (Bell-412 SP in Rygge) und das Justizministerium bei Luftrettung (Sea King Mk43B in Stavanger-Sola, mit vorgeschobenen Hubschrauberrettungsketten in Banak, Bodø, Ørland, Florø und Rygge. Die Grundfliegerausbildungsschule (Luftforsvarets flygeskole) gehört auch zum 139. Fliegergeschwader.)
          - 131. Fliegergeschwader (131 Luftving, Sørreisa Luftstützpunkt (Sørreisa flystasjon)), keine fliegende Einheiten, das Geschwader ist ein Control and Reporting Centre (CRC) und hat Radarpunkte als Außenstellen.

        - Norwegische Marine (wörtlich Seeverteidigung (Sjøforsvaret), von dem Generalinspekteur für die Marine (Generalinspektøren for Sjøforsvaret), einem Konteradmiral geführt)
          - Marine (Marinen, von 2002 bis 2016 Küstengeschwader (Kysteskadren) genannt)
          - Küstenwache (Kystvakten, die Überwachungseinheiten der Marine)
          - Schulen der Marine (Sjøforsvarets skoler)

        - Norwegische Heimwehr (von dem Generalinspekteur für die Heimwehr (Generalinspektøren for Heimevernet), einem Generalmajor, geführt)
          - 11 Heimwehrdistrikte

        - Spezialkräfte der Verteidigung (Forsvarets spesialstyrker, von dem Chef für Spezialkräfte (Chefen for Spesialstyrker), einem Generalmajor / Konteradmiral, geführt)
          - Spezialkommando der Verteidigung (Forsvarets Spesialkommando, die Heeresspezialeinheit, stationiert in Rena neben Elverum)
          - Marinejägerkommando (Marinejegerkommandoen, die Kampfschwimmereinheit, stationiert in Haakonsvern und Ramsund)

### Heer

Gliederung des norwegischen Heeres 2020

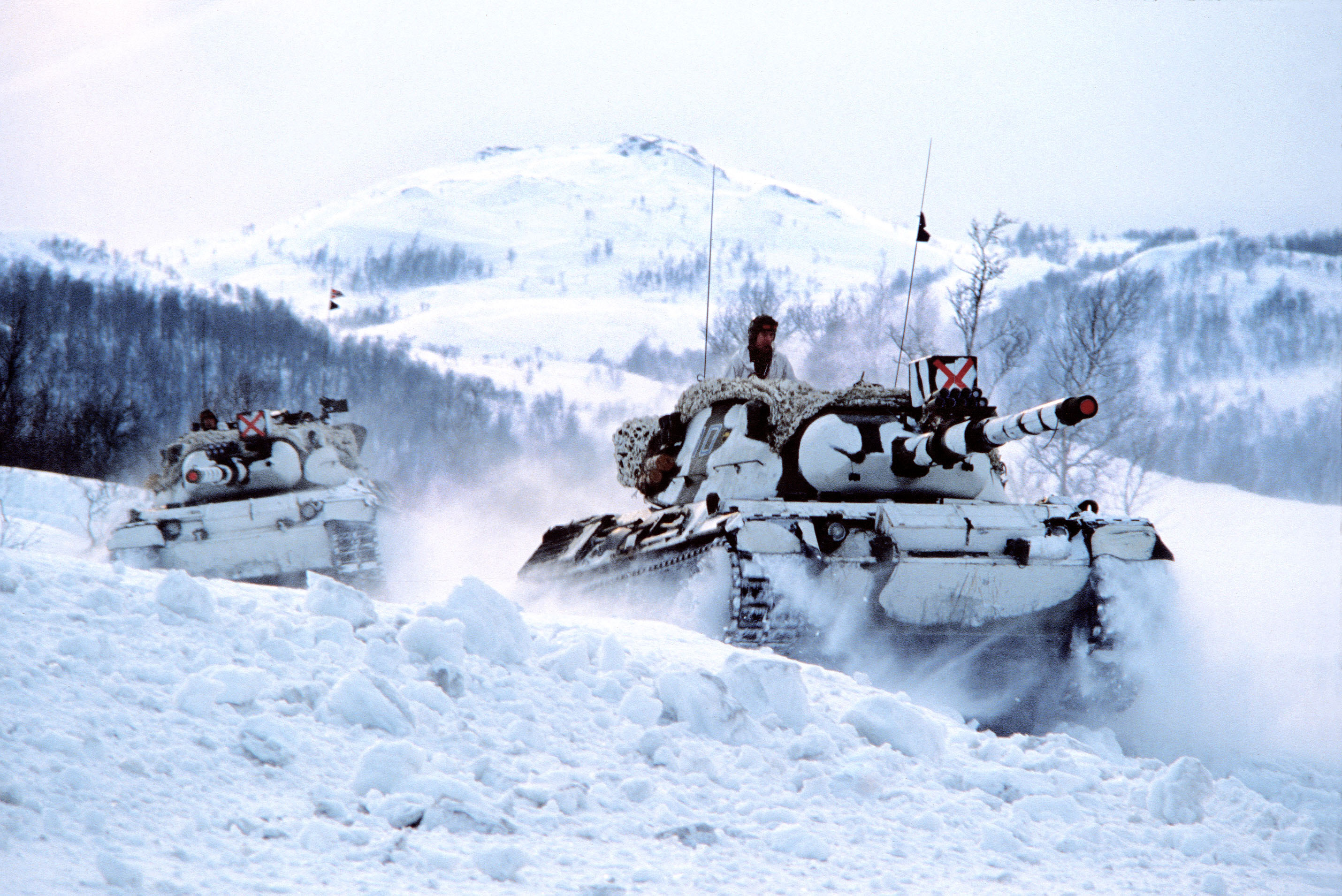
Norwegische Leopard-1-Panzer

Das norwegische Heer verfügt über rund 7500 aktive Soldaten und befindet sich wie die anderen Teilstreitkräfte in einem Modernisierungsprozess. Es gliedert sich in
- die Brigade Nord (Hauptquartier im nordnorwegischen Heggelia, bestehend aus acht Bataillonen verschiedener Waffengattungen einschließlich Unterstützungstruppen),[13]
- das Landkommando Finnmark in Regimentsgröße (1 mechanisiertes Infanteriebataillon, 1 Jägerbataillon als Grenzwache),[14]
- die Hans Majestet Kongens Garde („Die Garde seiner königlichen Majestät“, ein Jägerbataillon), die in Huseby Leir stationiert ist und international Anerkennung als hoch disziplinierte Protokolleinheit genießt.[15]
- das Spezialkommando.

Moderne Ausrüstung befindet sich im regelmäßigen Zulauf, so wurden die Panzer des Typs Leopard 1 A5NO durch mindestens 52 Leopard 2 A4NO ersetzt. Ferner stehen
- Panzerhaubitzen M109 A3GN (36 Stück)
- Schützenpanzer CV9030N (144 Stück +20 bestellt)[16]
- Mannschaftstransportwagen M113 (440 Stück)
- Sisu Pasi (75 Stück)
- ATF Dingo (20 DINGO 2A3)[17]

in den Bestandslisten des Heeres.
Die Standorte des norwegischen Heeres liegen zum überwiegenden Teil im Norden des Landes; die einzigen bedeutenden Ausnahmen sind das in Rena nahe der schwedischen Grenze dislozierte, zur Brigade Nord gehörende Telemark-Bataillon und die in der Nähe von Oslo stationierte Garde. Diese Konzentration auf den Norden ist der strategischen Konzeption des Kalten Krieges geschuldet, in der Norwegen für die Überwachung und Kontrolle der norwegisch-sowjetischen Grenze verantwortlich war.
Teilstreitkräfteübergreifende Standardbewaffnung ist seit dem 12. April 2007 der Schnellfeuerkarabiner HK416.

### Luftstreitkräfte

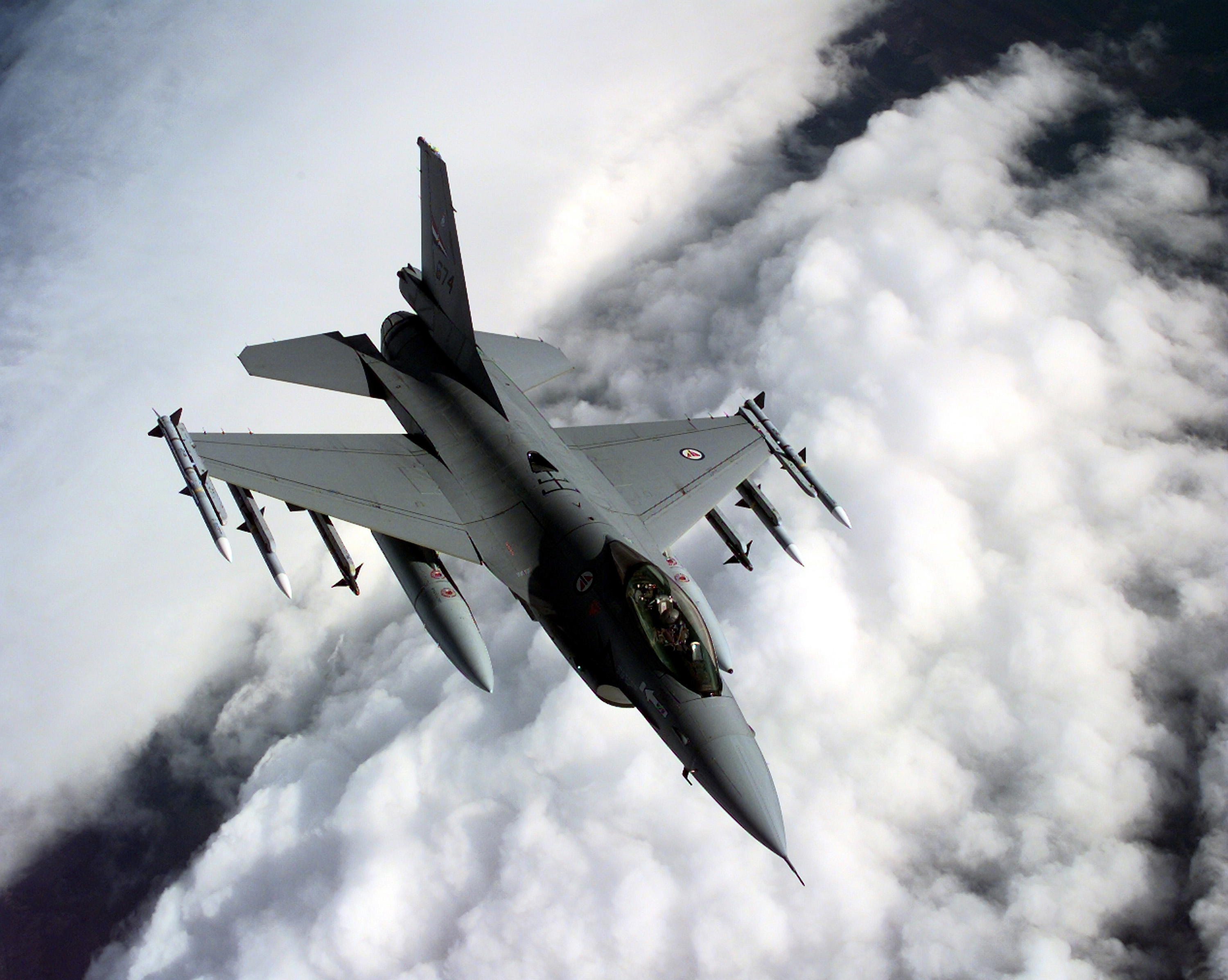
Norwegisches F-16-Jagdflugzeug

Die norwegischen Luftstreitkräfte umfassen etwa 2000 aktive Soldaten. Offiziell wird sie Royal Norwegian Air Force (RNAF) oder auf norwegisch Kongelige Norske Luftforsvaret genannt. Aufgrund des enorm weiten vorgelagerten Seegebiets und den unzugänglichen Berg- und Fjordregionen in Norwegen liegt eine der Hauptaufgaben der Luftwaffe in der Patrouillentätigkeit, die durch andere Kräfte kaum gewährleistet werden kann. Im Kalten Krieg waren verschiedene Stützpunkte regelmäßig mit Kampfflugzeugen der NATO belegt, um eine mögliche Verteidigung gegen die im Nordosten des Landes angrenzende Sowjetunion zu gewährleisten. Seit dem Abzug der US-amerikanischen Iceland Defense Force aus Island 2006 zeichnet sich ein stärkeres Engagement der norwegischen Luftstreitkräfte bei der Aufrechterhaltung der Verteidigungsfähigkeit Islands ab (siehe auch Militärische Situation Islands).

### Seestreitkräfte
Die norwegischen Seestreitkräfte (norwegisch Sjøforsvaret) bestehen aus den Truppenteilen Marine und Küstenwache sowie den Schulen des Sjøforsvaret und den Stützpunkten des Sjøforsvaret.

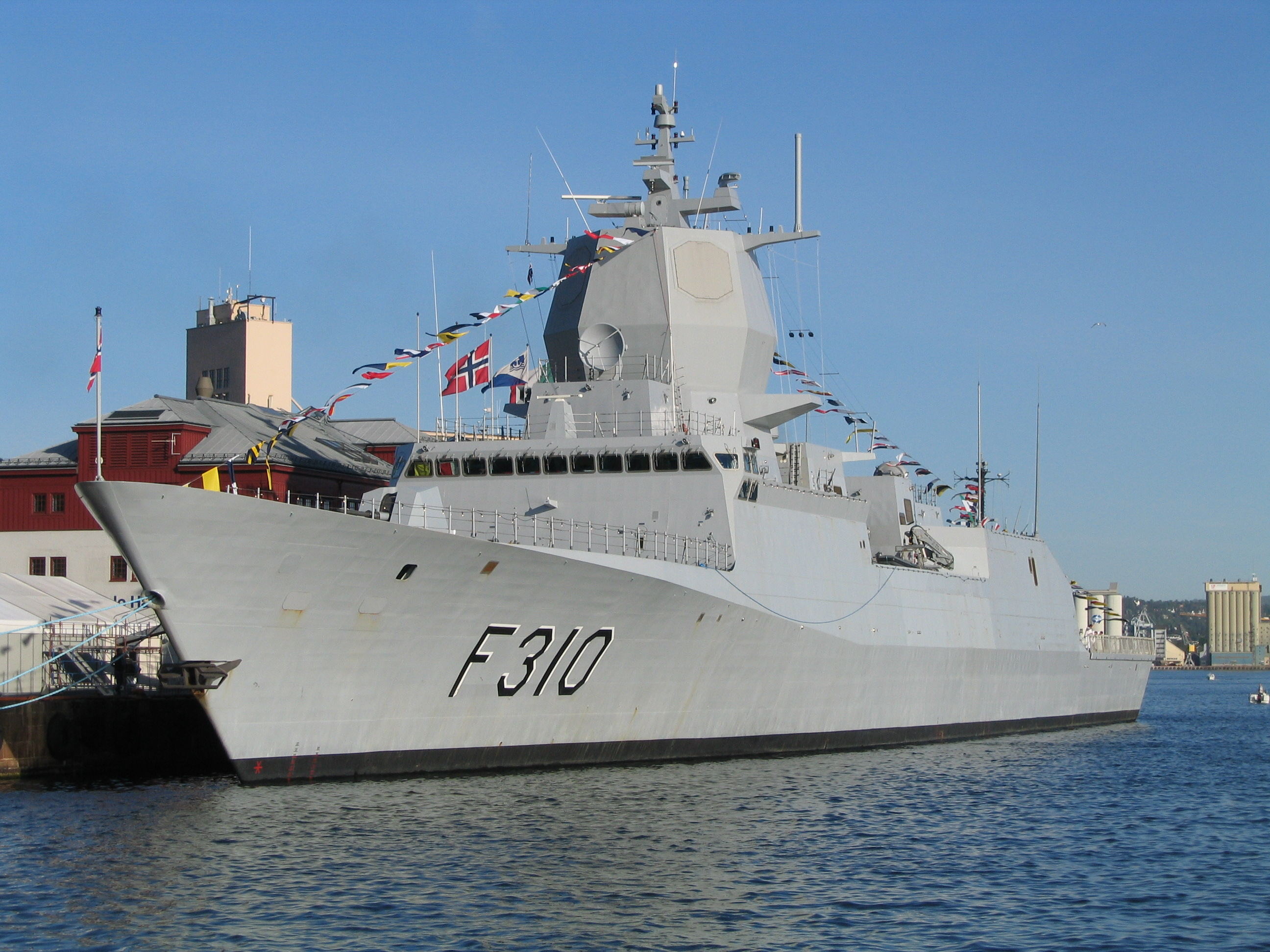
Die Fregatte Nansen kurz nach ihrer Indienststellung

#### Marine
Die norwegische Marine umfasst rund 3700 aktive Soldaten. Bestandteil der Königlichen Marine sind neben der Flotte eine Küstenartillerie. Das Flottenkommando befindet sich in Oslo, wichtige Stützpunkte sind außerdem Bergen (Haakonsvern) und Tromsø. Für die umfangreiche Flotte an kleineren Schiffseinheiten wurden zusätzlich verbunkerte Liegeplätze in schwer zugänglichen Gebieten (Fjorde, Steilküsten) angelegt. Die Marine verfügt über:
- 4 Fregatten der Fridtjof-Nansen-Klasse
- 6 U-Boote der Ula-Klasse (deutscher Typ 210)
- 9 Flugkörperschnellboote der Hauk-Klasse (ursprünglich 14; 5 davon ausgemustert)
- 6 Flugkörperschnellboote (Küstenkorvetten, norwegisch: Kystkorvett[18]) der Skjold-Klasse (Katamarane nach dem SES-Konzept mit Stealth-Eigenschaften)
- 8 Einheiten zur Minenkriegführung
- 5 kleinere Unterstützungsschiffe
- U-Boot-Rettungssystem NSRS

Die letzten beiden der ehemals fünf Fregatten der Oslo-Klasse wurden 2007 ausgemustert.
Außerdem gibt es je eine Einheit Marineinfanterie (Kystjegerkommandoen), Kampfschwimmer (Marinejegerkommandoen) und Minentaucher.

#### Küstenwache

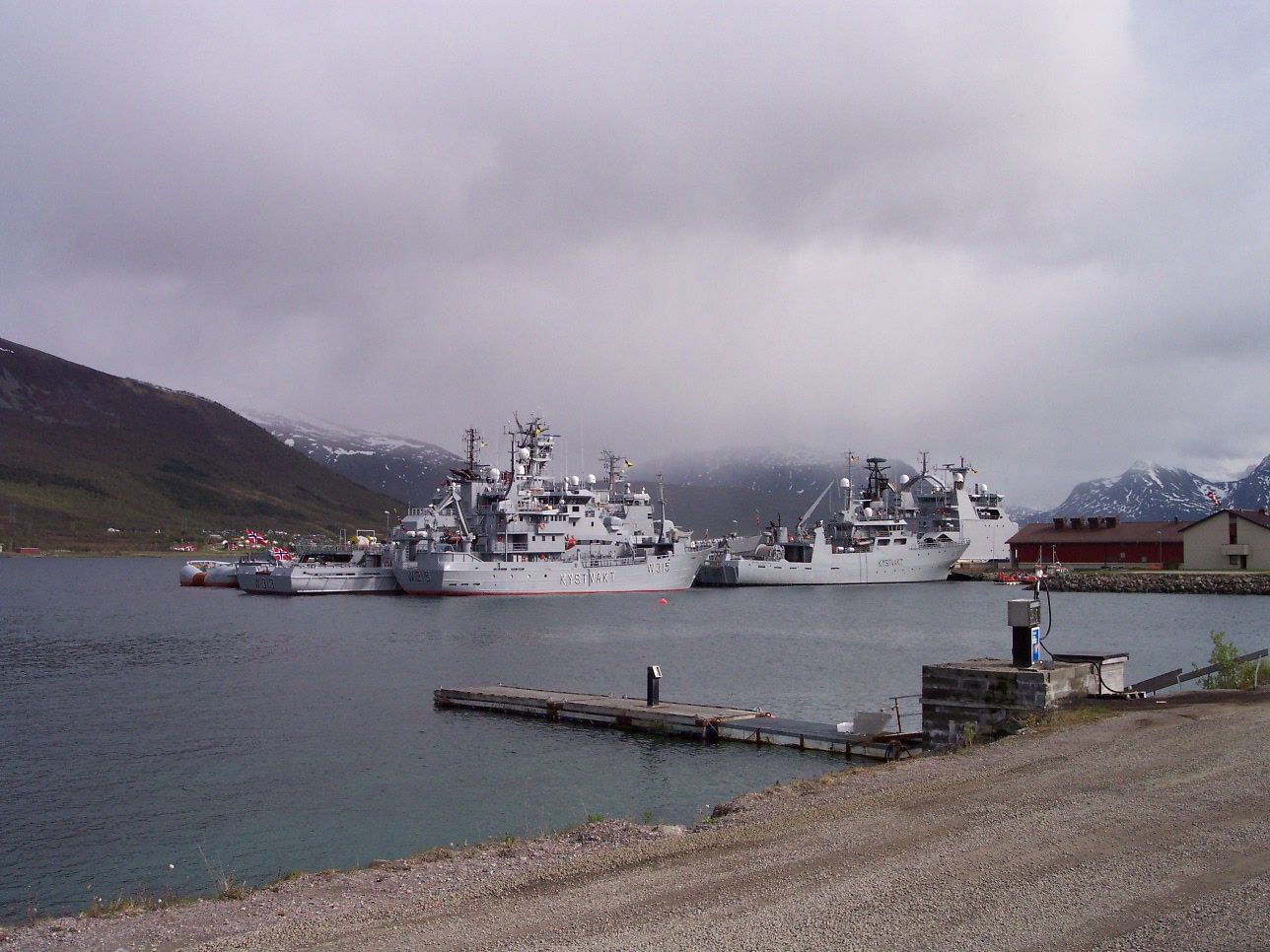
Schiffe der Küstenwache im Hafen von Sortland

Die Küstenwache ergänzt die geringen Bestände an kleineren Einheiten mit rund 25 gut bewaffneten Patrouillenbooten. Dazu gehören unter anderem:
- 1 Eisbrecher Svalbard
- 1 OPV (offshore patrol vessel) Harstad mit Spezialausrüstung für Tankerunfälle
- 3 Barentshav-Klasse OPVs
- 3 Nordkapp-Klasse OPVs
- 5 Nornen-Klasse OPVs

### Heimwehr
Die norwegische Heimevernet umfasst rund 50.000 Angehörige der drei Teilstreitkräften, von denen momentan rund 1200 die aktiven Kräfte unterstützen. Es existiert jeweils eine Heeres-, Luftwaffen- und Marineheimwehr, die momentan in 18 Heimwehrdistrikten organisiert sind; diese Zahl soll im Zuge von Reformen auf 12 reduziert werden. Die Heimwehr ist keine passive Ersatzreserve für die aktive Truppe, sie nimmt hingegen zunehmend eine aktive Rolle im Heimatschutz ein und stellt Spezialisten für alle Bereiche der Streitkräfte ab. Die Heeresheimwehr spielt beispielsweise eine wichtige Rolle in der Terrorprävention, die Marineheimwehr verfügt über rund 200 kleinere Boote zur Überwachung des Seeraumes und die Luftwaffenheimwehr übernimmt Objektschutzaufgaben für Einrichtungen der Luftwaffe.

## Einsätze

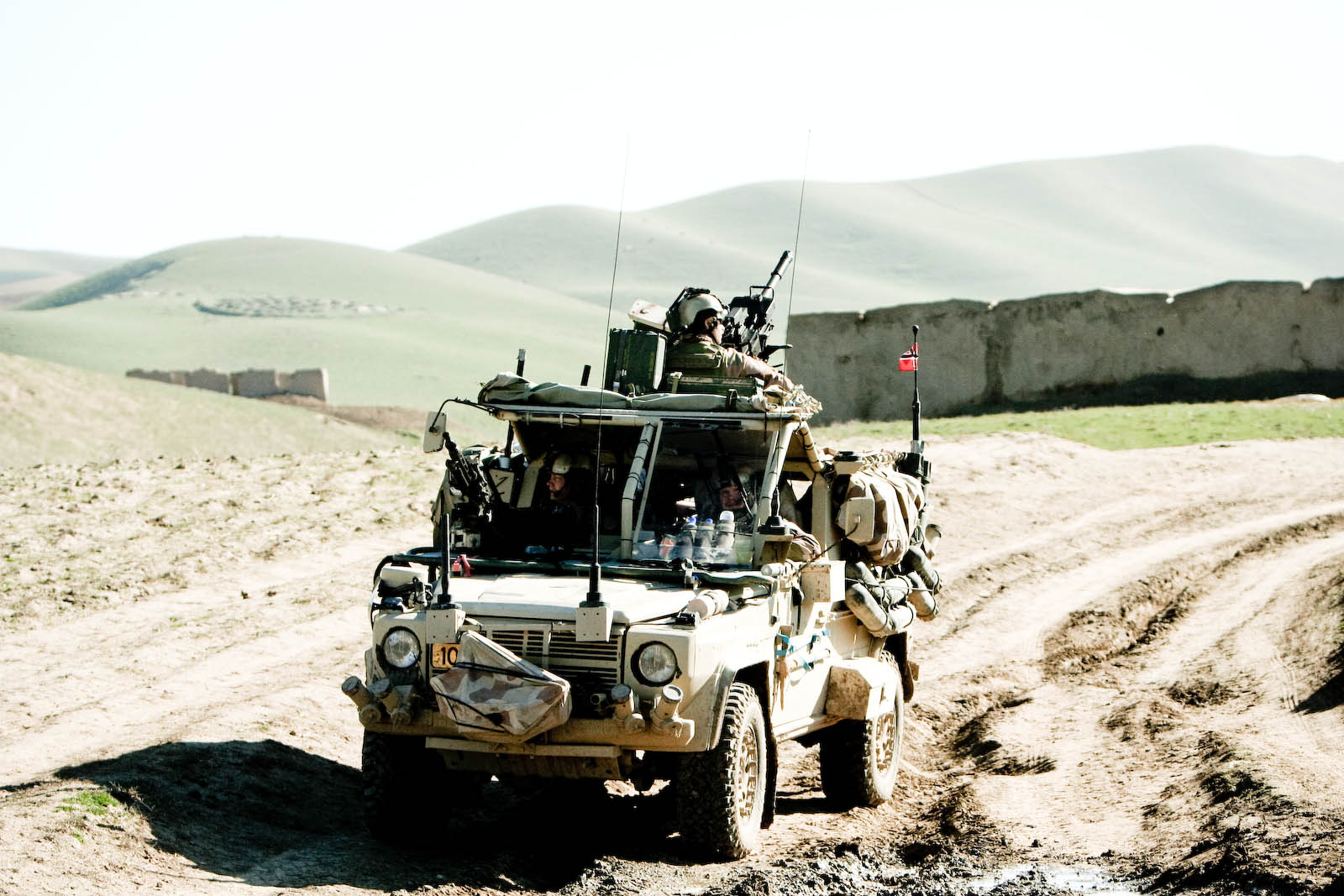
Norwegische Patrouille bei Faryab

Norwegen und andere skandinavische Länder unterstützen die Vereinigten Staaten im Kampf gegen den Terror. Das norwegische Parlament befürwortet den weltweiten Kampf gegen Extremisten. Die norwegische Armee entsandte daher Truppen, um die ISAF-Mission der NATO in Afghanistan zu unterstützen. Norwegische Spezialeinheiten (Hærens Jegerkommando) waren an Kommandoaktionen der Operation Enduring Freedom 2002 beteiligt und reguläre Truppen bei der Operation Harekate Yolo im Jahr 2007. Derzeit setzt Norwegen 487 Soldaten als Teil der ISAF-Kräfte ein. 2014 wurden die norwegischen Truppen aus Afghanistan abgezogen.

## Geschichte
Im Kalten Krieg verfolgte Norwegen, wie seine Nachbarländer, das Konzept einer gesamtgesellschaftlichen Mobilisierung für den befürchteten Krieg gegen den Warschauer Pakt, bei dem auch Guerillakrieg bei einer erwarteten Teilbesetzung des Landes eine zentrale Rolle gespielt hätte. Nach dem Ende der Blockkonfrontation wurde insbesondere das Heer stark verringert und Auslandseinsätze rückten in den Blickpunkt der gesamten Militärpolitik und -organisation. Hatte das Heer im Kalten Krieg noch aus 13 Brigaden bestanden, verfügte es bis 2014 noch über eine. Die Heimwehr wurde in ihrer Größe in etwa halbiert.

## Dienstgrade
|               | Wehrpflichtige    | Wehrpflichtige | Zeitsoldaten           | Zeitsoldaten       | Zeitsoldaten       | Zeitsoldaten |
|               | OR1               | OR1            | OR2                    | OR3                | OR4                | OR4          |
| ------------- | ----------------- | -------------- | ---------------------- | ------------------ | ------------------ | ------------ |
| Hæren         |                   |                |                        |                    |                    |              |
| Menig         | Ledende menig     | Visekorporal   | Visekorporal 1. klasse | Korporal           | Korporal 1. klasse |              |
| Luftforsvaret |                   |                |                        |                    |                    |              |
| Flysoldat     | Ledende flysoldat | Visespesialist | Spesialist             | Ledende spesialist | Seniorspesialist   |              |
| Sjøforsvaret  |                   |                |                        |                    |                    |              |
| Menig         | Ledende menig     | Visekonstabel  | Ledende visekonstabel  | Konstabel          | Seniorkonstabel    |              |

|               | Unteroffiziere      | Unteroffiziere  | Unteroffiziere | Unteroffiziere    | Unteroffiziere | Unteroffiziere |
|               | OR5                 | OR5             | OR6            | OR7               | OR8            | OR9            |
| ------------- | ------------------- | --------------- | -------------- | ----------------- | -------------- | -------------- |
| Hæren         |                     |                 |                |                   |                |                |
| Sersjant      | Sersjant 1. klasse  | Oversersjant    | Stabssersjant  | Kommandérsersjant | Sersjantmajor  |                |
| Luftforsvaret |                     |                 |                |                   |                |                |
| Sersjant      | Seniorsersjant      | Vingsersjant    | Stabssersjant  | Kommandérsersjant | Sersjantmajor  |                |
| Sjøforsvaret  |                     |                 |                |                   |                |                |
| Kvartérmester | Seniorkvartérmester | Skvadronsmester | Flotiljemester | Orlogsmester      | Flaggmester    |                |

|               | Offiziere | Offiziere          | Offiziere     | Offiziere        | Offiziere | Offiziere      | Offiziere     | Offiziere       | Offiziere | Offiziere |
|               | OF1       | OF1                | OF2           | OF3              | OF4       | OF5            | OF6           | OF7             | OF8       | OF9       |
| ------------- | --------- | ------------------ | ------------- | ---------------- | --------- | -------------- | ------------- | --------------- | --------- | --------- |
| Hæren         |           |                    |               |                  |           |                |               |                 |           |           |
| Fenrik        | Løytnant  | Kaptein/Rittmester | Major         | Oberstløytnant   | Oberst    | Brigadér       | Generalmajor  | Generalløytnant | General   |           |
| Luftforsvaret |           |                    |               |                  |           |                |               |                 |           |           |
| Fenrik        | Løytnant  | Kaptein            | Major         | Oberstløytnant   | Oberst    | Brigadér       | Generalmajor  | Generalløytnant | General   |           |
| Sjøforsvaret  |           |                    |               |                  |           |                |               |                 |           |           |
| Fenrik        | Løytnant  | Kapteinløytnant    | Orlogskaptein | Kommandørkaptein | Kommandør | Flaggkommandør | Kontreadmiral | Viseadmiral     | Admiral   |           |

## Trivia
Die Streitkräfte führten im November 2013 einen Meatless Monday (Montag) ein, an dem nur fleischfreie Truppenverpflegung ausgegeben wird. In den Presseerklärungen wird betont, dass die Maßnahme nicht der Geldeinsparung, sondern dem „Kampf gegen den Klimawandel“ dient.